# 歐洲聯盟國防產業與太空總司
國防產業與太空總司（英語：Directorate-General for Defence Industry and Space，DG DEFIS）是歐洲執行委員會的一個部門，負責國防產業和太空領域，成立於2021年，許多任務來自原本的內部市場、工業、創業與中小企業總司。

## 國防產業
國防產業與太空總司藉由透過多種框架援助和措施支持歐洲國防產業，從而提高歐洲國防工業的市場競爭力和創新能力。

### 歐洲防衛基金
歐洲防衛基金是歐盟委員會提供的一項計劃，旨在為中小型企業不同發展階段的合作防衛項目提供資金。在2021-2027年歐盟預算範圍內，總共向歐洲防衛基金撥款約80億歐元，其中53億歐元用於資助協作能力開發項目，27億歐元用於資助針對未來威脅的協作防禦研究。

## 太空計畫
國防產業與太空總司執行歐盟太空計劃，與歐洲聯盟太空計畫署、歐洲太空總署、歐洲氣象衛星開發組織密切合作，太空計畫包括歐洲地球觀測計劃、歐洲全球導航衛星系統和歐洲地球同步衛星導航增強服務系統。歐盟也在2022年提出兩項新計畫，分別是歐盟天基安全連接系統（EU space-based secure connectivity system），保障全球範圍內獲得安全且具成本效益的衛星通訊服務，以及太空交通管理（Space Traffic Management），為了防範衛星和碎片威脅太空設施而加強歐盟的太空監視和追蹤能力。